# NGC 6624
NGC 6624 ist ein am 24. Juni 1784 vom deutsch-britischen Astronomen Wilhelm Herschel entdeckter Kugelsternhaufen, der im Sternbild Schütze liegt. Der Kugelsternhaufen hat eine scheinbare Helligkeit von 7,6 mag. 
In NGC 6624 sind sechs Pulsare bekannt. PSR J1823-3021A war 1994 der erste, der in dem Kugelsternhaufen aufgespürt wurde. Mit Hilfe des amerikanischen Fermi Gamma-ray Space Telescope konnte 2011 ein Team unter der Leitung Damien Parent Gammastrahlung von diesem Sternrest nachweisen. Das Objekt ist damit der erste bekannte Gamma-Pulsar in einem Kugelsternhaufen und hält zudem einen neuen Entfernungsrekord für Gamma-Pulsare. Für das Alter des Neutronensterns ermittelten die Forscher eine obere Grenze von 25 Millionen Jahren. Der Pulsar ist damit nicht nur der jüngste Millisekunden-Pulsar, der bislang entdeckt wurde, sondern besitzt auch noch das stärkste Magnetfeld von allen bekannten Objekten dieser Klasse.
In NGC 6624 finden sich unter anderem noch PSR B1820-30A, PSR B1820-30B und PSR B1820-30C sowie der Röntgen-Burster Sagittarius X-4 (X 1820-30), ein massenarmer Röntgendoppelstern mit einer Umlaufperiode von nur 11,5 Minuten.